# Саморі
Саморі Туре, Саморі — засновник і керівник держави Васулу.

## Життєпис
Народився близько 1835—1840 р. в селі Сананкоре (Верхня Гвінея). В юності прийняв іслам. Згодом був обраний вождем свого клану Каамара. Саморі створив армію професійних воїнів. У 1876 році Саморі переозброїв її багатозарядними гвинтівками, що заряджалися з казенної частини, які він купив в англійській колонії Сьєрра-Леоне і зайняв золотоносний район Буре (розташований на кордоні сучасних Малі і Гвінеї), створивши собі міцну фінансову базу. Саморі проголосив створення нової держави — Васулу зі столицею в місті Бісссандугу. До 1881 року його держава охоплювала території, де зараз розташовуються сучасні держави Малі і Гвінея.
Під керівництвом Саморі мандінка завдали французьким військам низку серйозних поразок. Спроби Саморі об'єднати народи Західного Судану проти колонізаторів не увінчались успіхом. Згодом під тиском французів він змушений був перенести свої бази на схід — в район річки Бандама (сучасний Кот-д'Івуар), але супротивнику вдалося роз'єднати його сили і розбити по частинах. Був узятий у полон французькими військами у 1898 р. і засланий у Нджоле (Габон), де помер 2 червня 1900 р від пневмонії.

## Родина
- Онук Саморі Туре Ахмед Секу Туре став першим президентом незалежної Гвінеї.